# Podstolice (Chodzież)
Pour les articles homonymes, voir Podstolice.
Podstolice (prononciation : [pɔtstɔˈlit͡sɛ]) est un village polonais de la gmina de Budzyń dans le powiat de Chodzież de la voïvodie de Grande-Pologne dans le centre-ouest de la Pologne.
Il se situe à environ 5 kilomètres au nord de Budzyń (siège de la gmina), 8 kilomètres au sud-est de Chodzież (siège du powiat), et à 60 kilomètres au nord de Poznań (capitale de la Grande-Pologne).

## Histoire
De 1975 à 1998, le village faisait partie du territoire de la voïvodie de Piła.

Depuis 1999, Podstolice est situé dans la voïvodie de Grande-Pologne.